# Кочелаєво
Кочела́єво (рос. Кочелаево, ерз. Кочелаево) — село у складі Ковилкінського району Мордовії, Росія. Адміністративний центр Кочелаєвського сільського поселення.
Населення — 1490 осіб (2010; 1587 у 2002).
Національний склад станом на 2002 рік:
- росіяни — 93 %

## Люди
В селі народився Фоменков Олексій Павлович (нар. 1925) — майстер художнього ткацтва.